# Port lotniczy Vrsar
Port lotniczy Vrsar (ICAO: LDPV) – port lotniczy położony w miejscowości Vrsar, w Chorwacji.